# Sciurus aureogaster
Lo scoiattolo dal ventre rosso (Sciurus aureogaster F. Cuvier, 1829), noto anche come scoiattolo grigio del Messico, è una specie di scoiattolo arboricolo del genere Sciurus endemica del Guatemala e delle regioni orientali e meridionali del Messico; è stato introdotto anche sulle Florida Keys.

## Tassonomia
Attualmente, gli studiosi riconoscono due sottospecie di scoiattolo dal ventre rosso:
- S. a. aureogaster F. Cuvier, 1829 (Messico centrale);
- S. a. nigrescens Bennett, 1833 (Messico meridionale e Guatemala).

## Descrizione
Lo scoiattolo dal ventre rosso è ricoperto dorsalmente da una pelliccia grigia e bianca, mentre la regione ventrale è rossastra. Alcuni esemplari possono essere completamente neri. Di solito raggiunge una lunghezza di 42-55 cm ed ha una coda di 20-30 cm. Muta la pelliccia del corpo due volte all'anno, mentre quella della coda una sola volta. Ha occhi e orecchie piccoli, e denti robusti, impiegati per aprire il duro rivestimento esterno delle noci.

## Distribuzione e habitat
Lo scoiattolo dal ventre rosso si incontra dalle regioni sud-occidentali e centrali del Guatemala fino agli stati messicani di Guanajuato, Nayarit e Nuevo León. È stato introdotto su Elliott Key (Florida). Si incontra dal livello del mare fino a 3800 m di quota. Vive nelle regioni forestate, come boscaglie spinose, foreste decidue e sempreverdi, boschi di pini e querce, foreste secondarie e piantagioni. È più comune nelle foreste e nei boschi asciutti, in special modo in quelli circondati da aree agricole. Vive anche in aree urbane.

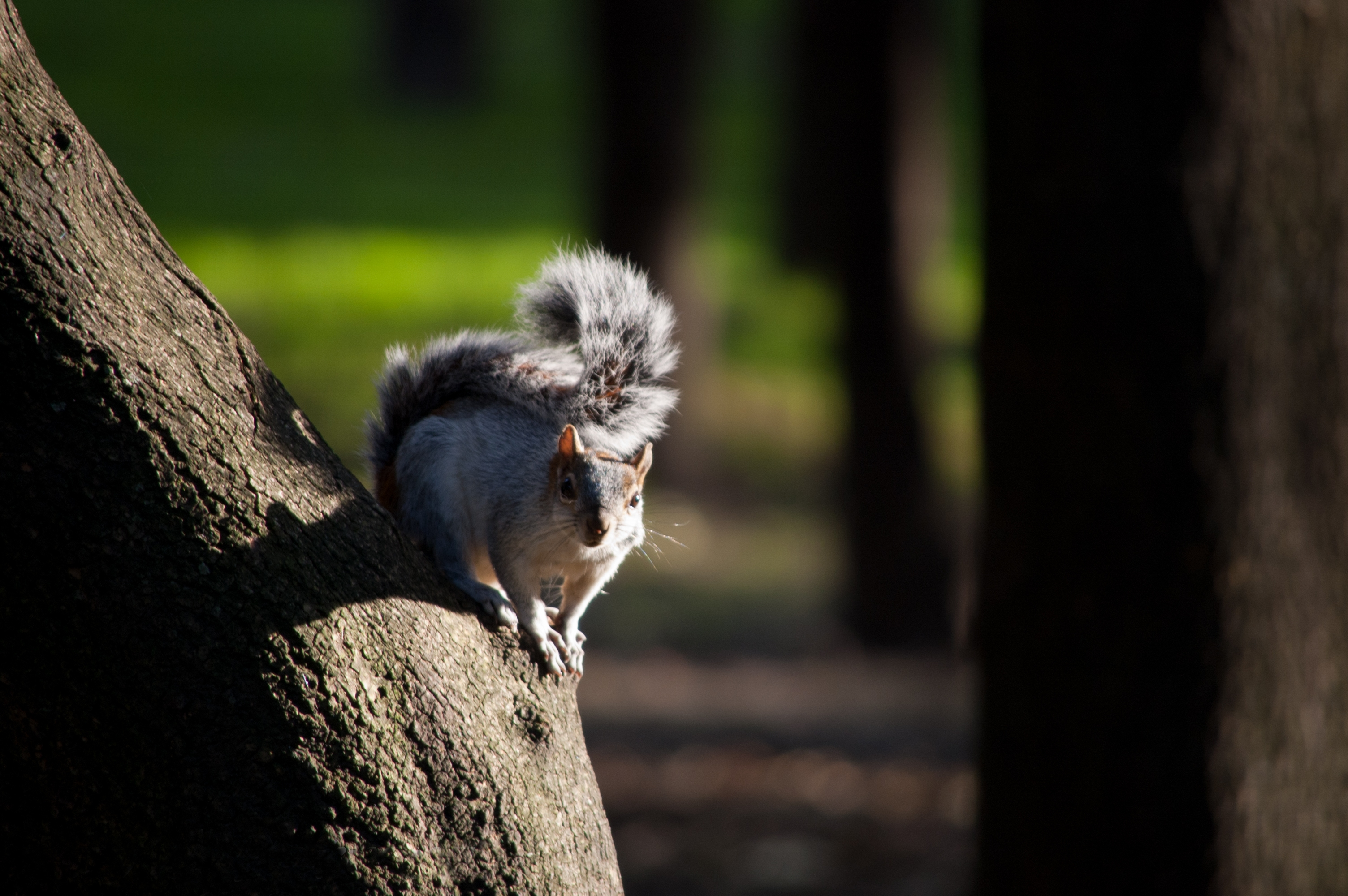
Un esemplare di S. aureogaster.

## Biologia
Questo scoiattolo è diurno e solitamente solitario. Ciascun individuo occupa un proprio territorio; in alcune zone è stata registrata una densità di 0,7 esemplari ogni ettaro. Prevalentemente arboricolo, scende talvolta sul terreno per passare da un albero all'altro. Costruisce nidi fatti di foglie sui rami degli alberi, a 5-15 m dal suolo. Nelle pianure, si nutre soprattutto di frutta e semi di Ficus spp., Cecropia spp., Poulsenia armata, Brosimum alicastrum e Astrocaryum mexicanum. Le popolazioni di montagna, invece, consumano soprattutto ghiande e pinoli. Talvolta fa irruzione nelle piantagioni di mais, mango, cacao e tamarindo. È solitamente silenzioso, ma talvolta emette squittii striduli e sonori cinguettii. Durante la stagione secca le femmine danno alla luce da 2 a 4 piccoli; nella stessa nidiata si possono trovare indistintamente piccoli neri e grigi.

## Conservazione
Lo scoiattolo dal dorso rosso è una specie molto numerosa, e non sembra essere minacciata da alcun fattore; per questo la IUCN la inserisce tra le specie a basso rischio. Tuttavia, in alcune aree, viene cacciata a scopo alimentare o perché considerata nociva.